# Баю (повіт)
31°12′41″ пн. ш. 98°49′42″ сх. д. / 31.2114434° пн. ш. 98.8283193° сх. д.
Баю (кит. 白玉县, пін. Báiyù Xiàn, трансліт. Baiyü) — один із повітів КНР у складі Гарцзе-Тибетської автономної префектури, провінція Сичуань. Адміністративний центр — містечко Цзяньше.

## Географія
Баю у середньому лежить на висоті близько 3500 метрів над рівнем моря (перепад висот у діапазоні від 2640 до 5725 метрів над рівнем моря) між горами Шалулішань на сході і річкою Цзіньша на заході.

### Клімат
Повіт знаходиться у зоні висотної поясності: одні його частини характеризуються вологим субтропічним кліматом, тоді як інші —  вологим континентальним кліматом з теплим літом. Найтепліший місяць — липень із середньою температурою 16,2 °C. Найхолодніший місяць — грудень, із середньою температурою -0,9 °С.
| Клімат повіту Баю                                  | Клімат повіту Баю | Клімат повіту Баю | Клімат повіту Баю | Клімат повіту Баю | Клімат повіту Баю | Клімат повіту Баю | Клімат повіту Баю | Клімат повіту Баю | Клімат повіту Баю | Клімат повіту Баю | Клімат повіту Баю | Клімат повіту Баю | Клімат повіту Баю |
| Показник                                           | Січ.              | Лют.              | Бер.              | Квіт.             | Трав.             | Черв.             | Лип.              | Серп.             | Вер.              | Жовт.             | Лист.             | Груд.             | Рік               |
| Середній максимум, °C                              | 10,1              | 12,5              | 15,2              | 18,3              | 22,2              | 24,5              | 25,2              | 24,9              | 22,6              | 18,5              | 14,3              | 10,4              | 18,2              |
| Середня температура, °C                            | −0,7              | 2,3               | 5,7               | 9                 | 12,8              | 15,4              | 16,2              | 15,7              | 13,2              | 8,5               | 3,2               | −0,9              | 8,4               |
| Середній мінімум, °C                               | −8,9              | −5,8              | −1,8              | 1,9               | 5,8               | 9,5               | 10,7              | 10,2              | 7,9               | 2,4               | −4,3              | −8,9              | 1,6               |
| Норма опадів, мм                                   | 1.3               | 3.3               | 12.4              | 35.9              | 55.6              | 124.7             | 144.9             | 125.2             | 101.8             | 33.6              | 4.9               | 1.1               | 644.7             |
| Вологість повітря, %                               | 34                | 35                | 42                | 51                | 56                | 67                | 72                | 72                | 74                | 66                | 49                | 40                | 55                |
| -------------------------------------------------- | ----------------- | ----------------- | ----------------- | ----------------- | ----------------- | ----------------- | ----------------- | ----------------- | ----------------- | ----------------- | ----------------- | ----------------- | ----------------- |
| Джерело: Дані метеостанції №56147 (КНР, 1991-2020) |                   |                   |                   |                   |                   |                   |                   |                   |                   |                   |                   |                   |                   |